# Lijst van rijksmonumenten in Vlist (plaats)
De plaats Vlist telt 13 inschrijvingen in het rijksmonumentenregister. Hieronder een overzicht.
| Object | Oorspronkelijke functie?  | Bouwjaar                       | Architect | Locatie             | Coördinaten?                  | Nr.?  | Afbeelding |
| --- | ------------------------- | ------------------------------ | --------- | ------------------- | ----------------------------- | ----- | --- |
| Boerderij met gepleisterde, afgeknotte puntgevel, waarin fraaie ankers | Boerderij                 | 17e eeuw                       |           | Oost-Vlisterdijk 5  | 51° 59' 10" NB, 4° 48' 44" OL | 37852 | Meer afbeeldingen |
| Mooie boerderij onder strodak, opgetrokken van IJsselsteen | Boerderij                 | mogelijk 17e eeuw              |           | Oost-Vlisterdijk 26 | 51° 58' 38" NB, 4° 49' 20" OL | 37853 | Meer afbeeldingen |
| Mooie, IJsselstenen hoeve met ontlastingsbogen en op de rechter zijgevel een puntgevel met vlechtingen, driepasmotief, rode ontlastingsboog en ankers. De vensters hebben een roedenverdeling in stijl ca. 1800. Gestoken deurkalf. Het bedrijfsgedeelte is gewijzigd | Boerderij                 | 17e eeuw                       |           | Oost-Vlisterdijk 21 | 51° 58' 44" NB, 4° 49' 16" OL | 37854 | Meer afbeeldingen |
| Hoeve met afgeknotte puntgevel, voorzien van vlechtingen. Muurankers. Voor het linker raam diefijzers | Boerderij                 | 17e eeuw                       |           | Oost-Vlisterdijk 19 | 51° 58' 47" NB, 4° 49' 4" OL  | 37855 | Meer afbeeldingen |
| Hoeve met afgeknotte IJsselstenen puntgevel met vlechtingen | Boerderij                 | mogelijk 18e eeuw              |           | West-Vlisterdijk 9  | 51° 59' 28" NB, 4° 47' 51" OL | 37856 | Meer afbeeldingen |
| Hoeve. Gepleisterde voorgevel met oude kozijnen, luiken en roedenverdeling | Boerderij                 | mogelijk eerste helft 17e eeuw |           | West-Vlisterdijk 18 | 51° 59' 20" NB, 4° 48' 17" OL | 37857 | Meer afbeeldingen |
| Justinushoeve | Boerderij                 | derde kwart 19e eeuw           |           | West-Vlisterdijk 19 | 51° 59' 18" NB, 4° 48' 20" OL | 37858 | Meer afbeeldingen |
| Hoeve met gave puntgevel, waarin bewerkte lijst en makelaar. Ramen uit de bouwtijd met luiken. De boerderij, die aan de achterzijde gewijzigd is, draagt een strodak                                                                                                  | Boerderij                 | derde kwart 19e eeuw           |           | West-Vlisterdijk 23 | 51° 59' 17" NB, 4° 48' 29" OL | 37859 | Hoeve met gave puntgevel, waarin bewerkte lijst en makelaar. Ramen uit de bouwtijd met luiken. De boerderij, die aan de achterzijde gewijzigd is, draagt een strodak         |
| Gaaf bewaard zomerhuis met aan de voorzijde een later beklampte puntgevel en opzij een strodak met dakkapel. Oude kozijnen en luiken | Boerderij                 | ca. 1800                       |           | West-Vlisterdijk 32 | 51° 59' 3" NB, 4° 48' 47" OL  | 37860 | Meer afbeeldingen |
| Kleine boerderij onder zadeldak met gepleisterde punt-gevel, waarin vensters met oude kozijnen, luiken en oorspronkelijke roedenverdeling. Het boerderijtje is gerestaureerd                                                                                          | Boerderij                 | ca. 1800                       |           | West-Vlisterdijk 37 | 51° 58' 56" NB, 4° 48' 52" OL | 37861 | Kleine boerderij onder zadeldak met gepleisterde punt-gevel, waarin vensters met oude kozijnen, luiken en oorspronkelijke roedenverdeling. Het boerderijtje is gerestaureerd |
| Boerderij uit het derde kwart van de 19e eeuw. Rieten wolfdak, voorgevel met vlechtingen en vensters met 6-ruitsschuiframen uit de bouwtijd | Boerderij                 | derde kwart 19e eeuw           |           | West-Vlisterdijk 41 | 51° 58' 46" NB, 4° 48' 59" OL | 37862 | Boerderij uit het derde kwart van de 19e eeuw. Rieten wolfdak, voorgevel met vlechtingen en vensters met 6-ruitsschuiframen uit de bouwtijd                                  |
| Boerderij onder strodak, met aan de voorzijde een gepleisterde, afgeknotte puntgevel met oude kozijnen, luiken en roedenverdeling en in het zoldervenster een kruiskozijn met diefijzers                                                                              | Boerderij                 | 17e eeuw                       |           | West-Vlisterdijk 64 | 51° 58' 24" NB, 4° 49' 21" OL | 37863 | Meer afbeeldingen |
| Bonrepasmolen | Industrie- en poldermolen | mogelijk 16e eeuw              |           | Bonrepas bij 1      | 51° 57' 35" NB, 4° 50' 46" OL | 37864 | Meer afbeeldingen |